# Melanthripidae
Melanthripidae (лат.) — семейство трипсов относительно крупного размера. Фитофаги, питающиеся и обитающие на цветах. Окукливаются предположительно в почве. Все представители имеют 9-члениковые усики, дистальные сегменты отделены друг от друга явными перетяжками и покрыты микрощетинками (microtrichia). Сенсорный орган (sensoria) поперечный или почти незаметный, располагается на третьем и четвёртом члениках антенн.

## Распространение
Повсеместно. Рода Cranothrips и Dorythrips представлены только в Южном полушарии, и для обоих характерен дизъюнктивный ареал. Род Cranothrips включает 9 видов, описанных из Австралии и один вид из Южной Африки (Mound & Marullo, 1998), а род Dorythrips представлен 2 видами из Австралии и 4 видами из западной части Южной Америки (de Borbon, 2009). Род Ankothrips представлен 7 видами с запада Северной Америки (Hoddle et al., 2008), 4 видами — из Южной Европы и 1 видом — из Южной Африки. Род Melanthrips распространен главным образом в Палеарктике и особенно разнообразен странах Средиземноморья. Дополнительно этот род описан из Южной Африки (2 вида), Индии (2), с запада США (2) (Hoddle et al., 2008).

## Палеонтология
Представители семейства, покрытые пыльцой голосеменных растений, были найдены в меловом испанском янтаре возрастом около 110—105 миллионов лет. Как считается, они были опылителями гинкговых.

## Систематика
В мировой фауне 4 современных рода и около 60 видов (и 2 ископаемых рода). В Палеарктике — 24 вида (zur Strassen, 2003). Ранее включалось в состав семейства Aeolothripidae. Некоторые авторы (Bhatti, 2006) выделяют семейство Melanthripidae в отдельное надсемейство Melanthripoidea. Семейство Melanthripidae представляет собой одну из ранних ветвей в эволюции всего отряда трипсов (Thysanoptera). Его члены сохраняют многие признаки в анцестральном состоянии, включая хорошо развитые пары трихоботрий на 10 тергите брюшка, поперечный сенсорий (sensoria) на антеннальных сегментах и хорошо развитый тенториум головы. Большая часть видов относится к роду Melanthrips (36).
- Ankothrips  Crawford, 1909 — 12 видов, Европа (4), Северная Америка, Африка
- †Archankothrips
- Cranothrips Bagnall1915[7] — 10 видов, Австралия и Южная Африка[8]
- Dorythrips Hood, 1931[9] — 5 видов, Австралия и Южная Америка
- †Eocranothrips
- †Gymnopollisthrips[4]
- Melanthrips Haliday, 1836[10] (= Dichropterothrips Priesner, 1936, Orthomelanothrips Melis, 1931 , Turkmenothrips Liskiewicz, 1961) — 36 видов, Палеарктика (в Европе 18 видов), южная Африка, Индия, США[11]